# Чалбун (присілок)
Чалбу́н (рос. Чалбун) — присілок у складі Опарінського району Кіровської області, Росія. Входить до складу Стрільського сільського поселення.
Населення становить 4 особи (2010, 4 у 2002).
Національний склад станом на 2002 рік — росіяни 100 %.